# Sony Vegas Pro
Vegas Pro, conegut antigament com a Sony Vegas, és un Sistema d'edició no lineal dissenyat per a PC, originalment publicat per Sonic Foundry, després per Sony Creative Software i comprat i millorat per MAGIX.
Originalment desenvolupat com un editor d'àudio, amb el temps es va convertir en un sistema d'edició no lineal a partir de la versió 2.0. Ofereix edició de vídeo i àudio en temps real en múltiples pistes, suport d'àudio en 24-bit/192 kHz, mescles d'àudio en qualitat Dolby Digital, i suport per a complements tals com DirectX i VST. Vegas Pro pot ser utilitzat en Windows XP fins a la versió 10, ja que en la versió 11 només ofereix suport des de Windows Vista d'ara endavant. Inclusivament, des de la versió 12 Vegas Pro va deixar d'oferir la seva versió de 32 bits, podent només utilitzar-se en sistemes operatius de 64 bits.
Té una versió destinada als consumidors anomenada Vegas Movie Studio (anteriorment titulat VideoFactory i Screenblast) que comparteix la mateixa interfície i codi font amb la versió professional Vegas, encara que no inclou característiques professionals tals com a eines de composició avançades o creació de discos Blu-ray. En versions anteriors, la part d'edició de vídeo de la suite professional podria ser comprada per separat de Sony DVD i el programari de creació Blu-ray, DVD Architect Pro (anteriorment anomenat DVD Architect, DVD Architect Studio és la versió de consum), i després un paquet anomenat 'Vegas + DVD' es va convertir disponible mentre que Vegas 7 estava fos. Des del llançament de Vegas Pro 8.0, tant en DVD Architect Studio Pro 4.5, Vegas Pro 8.0, així com Boris FX LTD i Magic Bullet Looks HD Movie estan tots agrupats junts i no sempre pot comprar individualment.

## Recursos
Com molts editors de vídeo d'avui en dia, Sony Vegas Pro ofereix una edició no destructiva de qualsevol format de vídeo reconegut per ell, és a dir, els arxius es manipulen sense alterar el contingut de les seves fonts. És compatible amb vídeos en alta definició (HD), 2K i 4K originals de càmeres RED, il·limitades pistes d'àudio i vídeo i qualsevol proporció de vídeo (4:3, 16:9, etc.) o píxel, sota nombroses taxes de fotogrames per segon (23.97, 24, 25, 29.97, 30, etc.). Aquesta informació es pot configurar en qualsevol moment durant l'edició. Reconeix, també, càmeres que utilitzen interfícies digitals Firewire, podent captar amb qualitat el vídeo sense la necessitat d'altres programes.
Vegas Pro és capaç de manipular àudio d'alta definició 24-bit / 192 kHz, amb més de 30 efectes personalitzables inclosos en el programari. També permet l'edició de pistes multicanal 5.1 amb suport pel Codec AC3 de Dolby Laboratories (popularment Dolby Digital) i DTS; incloent-hi canvis en les posicions d'àudio envoltant usant fotogrames clau.
Té eines de creació de caràcters, transicions convencionals o 3D, filtres d'àudio i vídeo i un sistema de composició 3D per sobre de la mitjana, amb un arreglament espacial de múltiples plans i usos de fotogrames clau. L'ús d'aquests es dona pràcticament en qualsevol recurs disponible en el programari, com efectes visuals, caràcters, medis generats, composició 2D o 3D i controls de màscares, posició, rotació i mida.
No necessita maquinari específic per funcionar correctament, fent que el programa sigui compatible amb qualsevol ordinador que pugui executar versions de Windows des de XP. Si més no, en tractar-se d'un editor de vídeo, es recomana una quantitat de memòria RAM i de vídeo raonable per manipular els arxius adequadament.

## Interfície
Les principals pestanyes de la interfície encara quedaven en posicions verticals diferents dels altres editors no lineals, per exemple: la línia del temps ("timeline") s'ubicava per sobre de la finestra de visualització del projecte ("preview").
Aquest curiós fet està directament vinculat als seus orígens com a editor d'àudio, perquè en altres programes de l'antiga Sonic Foundry (que fou adquirida per Sony i posteriorment per MAGIX) i Sound Forge (editor d'àudio professional) aquesta configuració visual encara és present.
Per definició, la interfície invertida de Vegas Pro prosseguí fins a la versió 7.0. A partir del Vegas Pro 8.0, llançat el setembre de 2007, la línia del temps passa a situar-se per sota de la finestra de visualització del projecte, com en la majoria dels programes d'edició de vídeo. La interfície antiga segueix existint, però com una funció addicional a ser decidida per l'usuari.

### Components principals de la interfície
- Navegador:

Finestra situada en la cantonada esquerra de la pantalla. Hi trobem diverses fitxes amb diverses funcions, com navegar pels arxius del projecte ("Project Media"), explorar arxius emmagatzemats en les carpetes de l'ordinador, transicions de vídeo ("Transitions"), efectes visuals ("Video FX") i generador de caràcters ("Media Generators").
- Trimmer:

Abans opcional, es fa present en la interfície del programari a partir de la versió 9.0. La finestra de trimmer no sol ser utilitzada de manera extensiva en VEGAS, les seves propietats s'exploten en editors com Final Cut Pro i Adobe Premiere. Si més no, té com a principals funcions la visualització, sense la necessitat d'utilitzar la línia del temps, dels arxius de projecte dipositats en la pestanya "Project Media" i preedició del material a ser manipulat, amb la possibilitat de talls i conseqüent creació de nous trams. Es troba al costat del navegador.
- Preview:

Finestra que, possiblement, forma part de tot el programari d'edició del vídeo. En ella, els medis manipulats en la línia del temps, incloent-hi tots els seus canvis, poden ser visualitzats. En la versió 9.0, la qualitat de la reproducció, abans definida manualment per l'usuari, guanya una funció automàtica, que augmenta o disminueix la definició d'acord amb la potència de processament de l'ordinador. Segueix la possible modificació manual entre els diferents modes de reproducció.
- Timeline:

Cor de l'edició de vídeo i àudio. Aquesta regió es localitza a sota de totes les altres finestres prèviament citades. Sol ocupar tota l'extensió horitzontal de la pantalla i la meitat de la proporció vertical, tot i que es pot expandir o reduir a opció de l'usuari. En la línia de temps es manipulen tots els medis del projecte mitjançant talls, transicions, efectes especials, inserció de caràcters, retoc de la velocitat de reproducció o volum, etc., que resultaran en un nou arxiu de vídeo editat un cop renderitzat.

## Versions

### VideoFactory
Sonic Foundry Inc anuncia el 18 de setembre de 2000 el seu programari d'edició de vídeo amb el nom comercial de VideoFactory. Utilitzant les mateixes tecnologies de Sonic Foundry de Vegas, aquesta versió inclou noves característiques d'edició com:
- Conjunt de centenars de clips de vídeo lliure de regalies per al seu ús.
- Imatges estàtiques per al fons.
- Efectes de so i música de fons.
- Suport per codificar en els formats RealMedia, Windows Media, AVI, MPEG-1 i MPEG-2, i QuickTime.
- Importació d'arxius de tipus BMP, JPEG, GIF, MP3 i WAV.

### VideoFactory 2
El 23 de juliol de 2001, es va anunciar la nova versió de VideoFactory amb les següents característiques:
- Noves transicions de vídeo
- Millores en l'animació dels textos
- Possibilitat de generar arxius VideoCD i Data CD
- Tutorials interactius

### Vegas Video 3
El llançament de Vegas Video 3 s'anuncia en el DV Expo 2001 el 3 de desembre de 2001.
Sonic Foundry Inc anuncia el primer seminari per orientar els usuaris a maximitzar l'ús de les eines ACID PRO 4, Sound Forge 6 i Vegas Video 3. Els temes discutits van ser:
- Bàsic de vídeo digital
- Trucs de llums
- Gestió i captura d'arxius
- Mètode de composicions
- Barreja d'àudio i generació de multimèdia.

### Vegas 4
L'empresa Sonic Foundry Inc va anunciar el 16 de gener de 2003 l'estrena de Vegas 4.0 beta, i el 6 de febrer de 2003, anuncia el llançament de la versió final.

### Vegas 5
Sony Creative Software anuncia el Sony Vegas 5 el 10 de novembre de 2004, amb suport per a les càmeres HVR-Z1U i HVR-M1OU VTR.

### Vegas 6
L'empresa Sony Creative Software anuncia el 18 d'abril de 2005 el llançament de Vegas 6 amb el nom comercial de Vegas + DVD Production Suite.

### Vegas 7
La nova versió de Vegas es va anunciar a la fira IBC el 7 de setembre del 2006, amb les següents millores:
- Millores en HDV 1080i.m2t
- Suport 1080i 24p I / O i 720p
- Importació i exportació d'alta qualitat H.264 AVC / ACC
- Reducció d'ulls vermells
- Extracció d'àudio 5.1
- Millores a la vista prèvia
- Personalització del teclat

### Vegas Pro 8
Es va estrenar el 30 d'agost de 2007, i ara comercialment venut com Sony Vegas Pro 8.0, aquesta versió va oferir una millor integració de totes les fases de l'edició de vídeo, àudio, creació de DVD i producció de broadcast en un sol paquet. En aquest cas l'usuari podria editar i processar DV, AVCHD, DV, SD / HD-SDI, i tots els formats de XDCAM en temps real.

### Vegas Pro 9
L'11 de maig de 2009, el Sony Vegas Pro 9.0 es va llançar amb el diferencial de suport per a càmeres digitals de cinema, que van incloure:
- Suport de resolució de 4K
- Suport natiu per a càmeres professionals com Xarxa i XDCAM EX

L'última versió de Sony Vegas Pro 9.0 va ser la 9.0d (llançada el 13 de maig de 2010), que incloïa suport per a arxius PSD de Photoshop i millores en la importació d'arxius en el format de la Sony XDCAM MXF.
El 2009, Sony Creative Software va comprar la suite Velvetmatter Radiance de complements de vídeo FX i s'inclouen a Vegas 9. Per tant, ja no estan disponibles com a producte separat de Velvetmatter.

### Vegas Pro 10
Llançat l'11 d'octubre de 2010, Sony Vegas Pro 10 presentava noves característiques com:
- Edició estereoscòpica 3D
- Edició de subtítols
- Millora en l'ús de l'accelerador de GPU a través de la tecnologia NVIDIA. Amb el llançament de Vegas Pro 10d, el suport es va estendre a alguns GPU d'AMD amb la tecnologia OpenCL GPGPU API.
- Estabilització d'imatge
- Edició d'àudio
- Gestió de les pistes
- OpenFX i nous connectors
- Correccions i canvis en el visual del programa.

### Vegas Pro 11
Sony Vegas Pro 11 va ser anunciat el 9 de setembre de 2011 i llançat el 17 d'octubre del 2011.
En aquesta actualització s'ha millorat l'acceleració de descodificació de vídeo GPGPU, addició de nous efectes, reproducció, composició de pistes, millores en el pa / crop, transicions de vídeo i animació.
Altres millores van incloure eines de text, estereoscòpic 3D, suport de fotos RAW, i nous mecanismes de sincronització d'esdeveniments. Vegas Pro 11 ve carregat prèviament amb "NewBlue" Titler Pro, un complement 2D i 3D.
A partir d'aquesta versió, Vegas Pro 11 ja no és compatible amb el sistema operatiu Windows XP.

### Vegas Pro 12
Anunciat el dia 7 de setembre de 2012 a la fira IBC i llançat el dia 10 del mateix mes, Sony Vegas Pro 12 presenta a les següents novetats:
- Addició de nous plug-ins.
- Color Match li permet automàticament combinar amb el color entre els clips.
- Dimensionalitat a la capa permet afegir profunditat al vídeo i imatges que contenen transparència.
- Eines addicionals per a la creació de màscares rectangulars i ovals, i per moure, escalar i rotar.
- Afegit suport per a la renderització del nou OpenFX GPU.
- Afegit nous plug-ins d'àudio, com reducció de reubicació i suport de 64 bits Gracenote.
- Es pot assignar un so d'advertència quan la renderització finalitza.
- Tot el disseny del programa ha estat refet.
- Edició de diversos arxius.
- Nou camp de cerca d'arxius.
- Millora en la importació de vídeos i àudios per al projecte actual.
- Les miniatures del projecte s'actualitzen.
- Múltiples columnes i finestres són compatibles.
- Addició de suport per a Intel Quick Video quan es fa en un equip que admeti processadors Intel.
- Afegit noves plantilles, com el Blu-ray Disc.
- Afegit suport per AVCHD 2.0.
- Afegit suport de vídeo per al format de la Sony MXF HDCAM SR.
- Afegit suport de lectura per arxius de la Panasonic P2 i formats DV, DVCPRO, DVCPRO25, DVCPRO50, DVCPRO-HD, i AVC-Intra.
- Les noves configuracions d'espai de color es poden realitzar en les propietats dels mitjans i els models de renderitzat personalitzats.
- La visió de definició de transformació es realitza en les propietats del projecte.
- Millores d'interacció en la línia de temps.
- Importació i exportació a nous formats com Final Cut Pro X.
- Suport S-Log.
- Nous formats de renderitzat.
- Vegas Pro 12 és exclusiu per a sistemes operatius Windows de 64 bits.

### Vegas Pro 13
Anunciat el 7 d'abril de 2014, aquesta versió presenta noves eines col·laboratives i la simplificació en el flux de treball en tres configuracions:
- Vegas Pro 13 Edit: Vídeo i producció d'àudio
- Vegas Pro 13: Vídeo, Àudio i creació de treballs en Blu-ray
- Vegas Pro 13 Suite: Edició, Autoria de Discos i Efectes Visual

### Vegas Pro 14
Anunciat el 20 de setembre de 2016, quatre mesos després de l'adquisició de les accions de Sony Creative Software, MAGIX va llançar la nova versió del programari, que va deixar de ser associat a l'antiga marca i va passar a anomenar-se només VEGAS Pro 14.
Entre les noves característiques, estan l'escalat a 4K, l'automatització de funcions a través de scripts, suport a les últimes càmeres XARXA, així com diverses altres correccions de problemes i diversos altres recursos.

### Vegas Pro 15
Anunciat el 28 d'agost de 2017, aquesta versió presenta una nova interfície i noves eines, correcció d'alguns comandaments, acceleració de GPU i facilitació d'altres eines.

### Vegas Pro 16
Va ser anunciat l'agost de 2018 i presenta novetats com el seguiment de moviment avançat, l'estabilització de vídeo de primera classe, l'storyboard dinàmic, la interacció entre guions gràfics i línies de temps, el suport per a edició de vídeo en 360°, un complement OFX de màscara Bézier (per a edició d'àudio i vídeo poderosa), entre d'altres.

### Vegas Pro 17
Anunciat el 5 d'agost de 2019. Conté aquestes noves característiques:
- Línies de temps niuades
- Estabilització de vídeo millorada
- Seguiment de moviment planar / seguiment de vídeo
- Smart Split Edit
- Storyboard dinàmic i interacció amb la línia de temps
- Màscara Bézier OFX-Plugin
- Tap de correcció de la lent
- Millora del plug-in Picture-In-Picture OFX
- Creador automàtic de presentacions de diapositives
- Captura de pantalla
- Edició multicàmera
- Millora de la gradació del color